# Foieni
Foieni es una comuna ubicada en el distrito de Satu Mare, Rumania.

## Superficie
Posee una superficie de 40,37 kilómetros cuadrados.

## Demografía
Hasta 2021 la población era de 1725 habitantes, con una densidad de población de 42,73 habitantes por kilómetro cuadrado.